# Sloane Stephens
Sloane Stephens (n. 20 martie 1993, Plantation⁠(d), Florida, SUA) este o jucătoare profesionistă de tenis din Statele Unite. Cea mai bună clasare în carieră la simplu este locul 3 mondial după Wimbledon 2018. Stephens a fost campioană la US Open 2017 și a câștigat opt titluri de simplu WTA în total.